# Project Syndicate
Project Syndicate es una organización internacional sin ánimo de lucro de unión de editores, prensa y asociación de periódicos -en inglés print syndication-. Está considerada como la mayor fuente de artículos de opinión del mundo.
Desde Project Syndicate se  distribuyen artículos de opinión, comentarios y análisis, realizados por expertos, activistas, premios Nobel, estadistas, economistas, pensadores políticos, líderes empresariales y académicos, instándose a la creación de redes entre ellos.

## Características de Project Syndicate

### Sede
La sede de Project Syndicate está en Praga, República Checa.

### Volumen de distribución
En la actualidad cuenta con aproximadamente 439 periódicos en 150 países, con una circulación total cercana a los 50 millones de copias, siendo el mayor centro de sindicación de prensa del mundo.

#### Periódicos asociados de habla hispana
Los períódicos asociados a Project Syndicate en países de habla hispana son los siguientes:
- Argentina: Buenos Aires Herald, Clarín, Diario perfil, El Cronista, El Economista, La Nación, Mirador Nacional, Revista Noticias.
- Bolivia: Los Tiempos, Página Siete.
- Chile: El Mercurio, La Tercera, El Santiago Times.
- Colombia: El Espectador, El Tiempo.
- Costa Rica: Channel Costa Rica.TV, La Nación, Mercados & Tendencias (este último en Honduras, Guatemala, Nicaragua, Panamá y El Salvador)
- Ecuador: Expreso, Hoy.
- Estados Unidos: Diario Las Americas, La Opinión, The Downeast Coastal Press, The International Economy, The Washington Diplomat, Washington Hispanic, Washington Observer.
- España: ABC, El Economista, El País, Expansión, La Vanguardia, Público.
- México: El Financiero, Examen, Reforma, The News.
- Perú: Caretas, Perú Económico, Semana Económica.
- Puerto Rico: El Nuevo Día.
- Uruguay: Brecha, El Observador, Informe Uruguay.
- Venezuela: El Nacional.

### Origen de las contribuciones y distribución por todo el mundo
Project Syndicate se nutre principalmente de las contribuciones de sus miembros originarios de países desarrollados, que representan aproximadamente el 60% de sus miembros, y ha recibido subvenciones de la Open Society Foundation de George Soros, el Politiken Fundación en Dinamarca, Die Zeit Ebelin, y Gerd Bucerius Fundación, que en conjunto le permiten ofrecer sus servicios gratuitos a los periódicos en los países en desarrollo donde los recursos económicos para la difusión periodística no suelen estar disponibles.

### Idiomas
La mayoría de artículos de Project Syndicate se traducen a siete idiomas: árabe, chino, checo, francés, alemán, español y ruso aunque se publican en muchos más idiomas.

## Colaboradores destacados
Algunos de los colaboradores más destacados han sido o son:
- Políticos y estadistas: Ban Ki-moon, Tony Blair, Jimmy Carter, Jorge Castañeda, Joschka Fischer, Mijaíl Gorbachov, Václav Havel, Christine Lagarde, Ana Palacio, Chris Patten, Anders Fogh Rasmussen, Javier Solana, Shashi Tharoor y Yulia Tymoshenko
- Economistas: Howard Davies, Martin Feldstein, Otmar Issing, Edmund Phelps, Dani Rodrik, Kenneth Rogoff, Nouriel Roubini, Jeffrey Sachs, Robert J. Shiller, Dominique Strauss-Kahn, Joseph E. Stiglitz y Ernesto Talvi;
- Politólogos y filósofos: Pervez Hoodbhoy, John N. Gray, Harold James, Nina Khrushcheva, Daoud Kuttab, Pierre Nora, Joseph S. Nye y Peter Singer;
- Estrategas globales: Zbigniew Brzezinski, Richard Haass, Richard C. Holbrooke, Serguéi Karaganov, y Kishore Mahbubani;
- Científicos: Premios Nobel como Paul Berg, Sydney Brenner, Christian de Duve y  Harold Varmus;
- Novelistas: Umberto Eco, Nadine Gordimer, Ma Jian, Arundhati Roy, Elif Shafak, Norman Manea y Vladímir Voinovich;
- Activistas: Emma Bonino, Saad Eddin Ibrahim, Bjørn Lomborg, Morgan Tsvangirai, Desmond Tutu y Naomi Wolf.